# Pasqual Maragall
Pasqual Maragall Mira (Barcelona, 13 de enero de 1941) es un jurista, economista y expolítico español. Fue presidente de la Generalidad de Cataluña entre 2003 y 2006. Ejerció como alcalde de Barcelona durante 15 años, entre 1982 y 1997. Bajo su alcaldía se celebraron los Juegos Olímpicos de Barcelona 1992. 
Fue miembro del Partido de los Socialistas de Cataluña entre 1978 y 2007.

## Biografía
Nieto del poeta catalán Joan Maragall, es hijo de Jordi Maragall. Nacido en Barcelona en 1941 se licenció en Derecho y Ciencias Económicas por la Universidad de Barcelona en 1965. Ingresó aquel mismo año como economista en el departamento de urbanismo del Ayuntamiento de Barcelona. En 1973 se licenció en Economía Internacional y Economía Urbana por la New School for Social Research de Nueva York y en 1978 se doctoró en la Universidad Autónoma de Barcelona con una tesis sobre los precios del suelo urbano. Asimismo, es doctor honoris causa por la Facultad de Arquitectura de la Universidad de Reggio de Calabria y por la Universidad Johns Hopkins. Su hermano Ernest Maragall, también ha ocupado puestos de relevancia en la política.
Su vida política se inició en 1961 en el Front Obrer de Catalunya durante la dictadura franquista; más tarde militaría en Convergencia Socialista de Cataluña, y posteriormente en el Partido de los Socialistas de Cataluña, con el cual sería elegido concejal por Barcelona en las primeras elecciones municipales democráticas y donde ocuparía el cargo de teniente de alcalde de la Reforma Administrativa y de Hacienda.

### Alcalde de Barcelona (1982-1997)

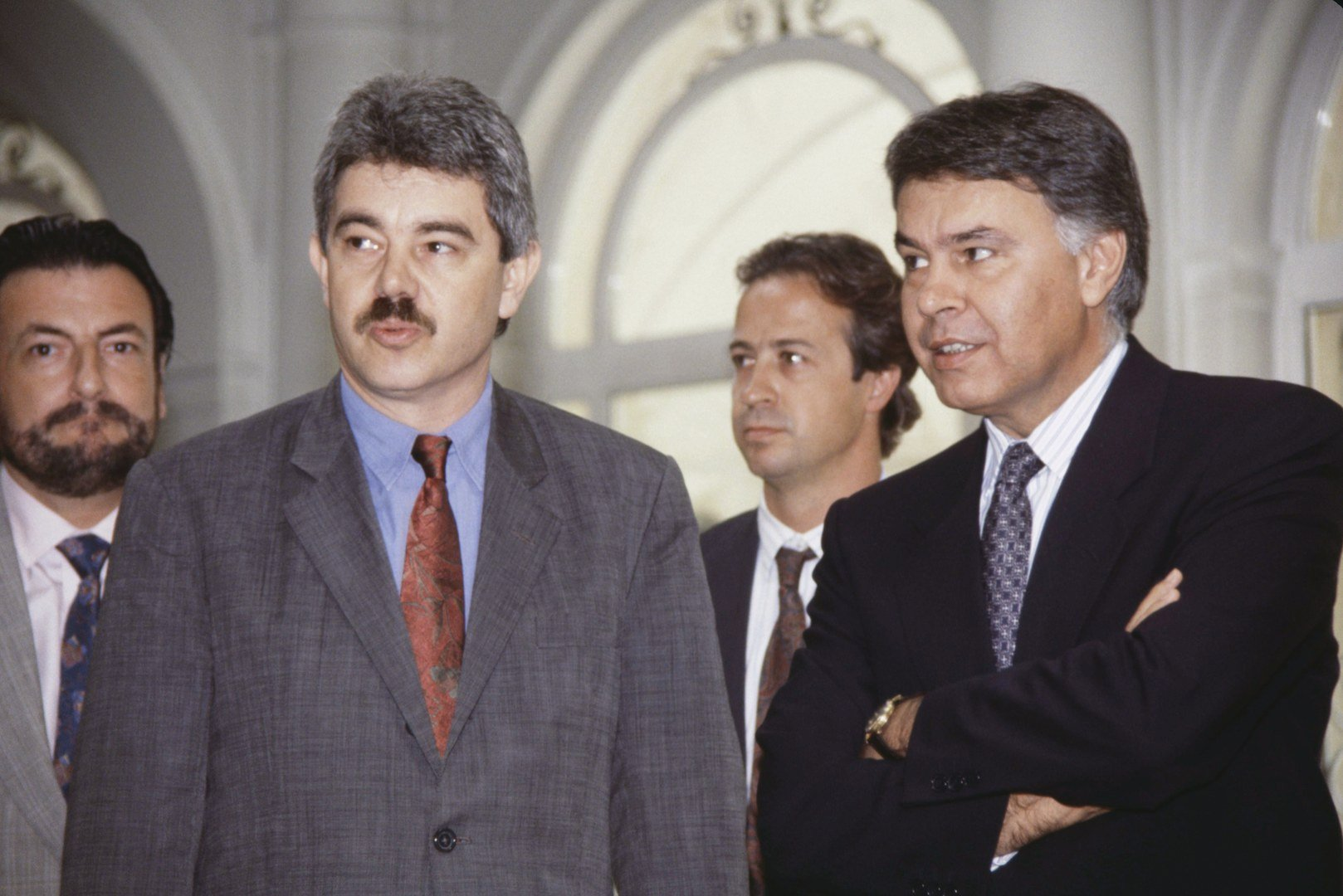
Pasqual Maragall y Felipe González en 1989.

El 2 de diciembre de 1982 tomaría posesión del cargo de alcalde de Barcelona en sustitución de Narcís Serra, cargo por el cual sería reelegido en 1983, 1987, 1991 y 1995. Su cargo en la alcaldía estuvo marcado por la preparación y ejecución de los Juegos Olímpicos de 1992, en Barcelona, y por los primeros contactos con el barón Thyssen para la exhibición de una parte de su colección en Pedralbes. Otros hechos destacados de ese periodo fueron su cargo en la Presidencia del Consejo de Municipios y Regiones de Europa y su vicepresidencia y presidencia del Comité de las Regiones de la Unión Europea, entre 1996 y 1998. Fue también fundador de Eurociudades, grupo de seis grandes ciudades del área del Mediterráneo Occidental y vicepresidente para Europa de la Unión Internacional de Autoridades Locales y de la Federación Mundial de Ciudades Unidas.
En 1997 cedió la alcaldía de Barcelona a su teniente de alcalde Joan Clos y se trasladó a Roma, donde ejerció de profesor durante un año.

### Candidato a la presidencia de la Generalidad (1999)
El 25 de junio de 1998, desde el mirador de la Torre de Comunicaciones de Collserola, anunció su candidatura a la presidencia de la Generalidad de Cataluña en los comicios del 17 de octubre de 1999, elecciones a las que concurrió como candidato de una coalición integrada por el Partido de los Socialistas de Cataluña y Ciutadans pel Canvi, y que incluía también a Iniciativa per Catalunya Verds en las circunscripciones de Tarragona, Gerona y Lérida. Pese a que fue el candidato más votado, superando al hasta entonces imbatido Jordi Pujol, obtuvo menos escaños que su adversario debido al reparto de los mismos por circunscripciones. Dicha circunstancia permitió a Pujol ser reelegido presidente de la Generalidad de Cataluña con el apoyo del Partido Popular y la abstención de Esquerra Republicana de Catalunya.

### Presidente de la Generalidad (2003-2006)

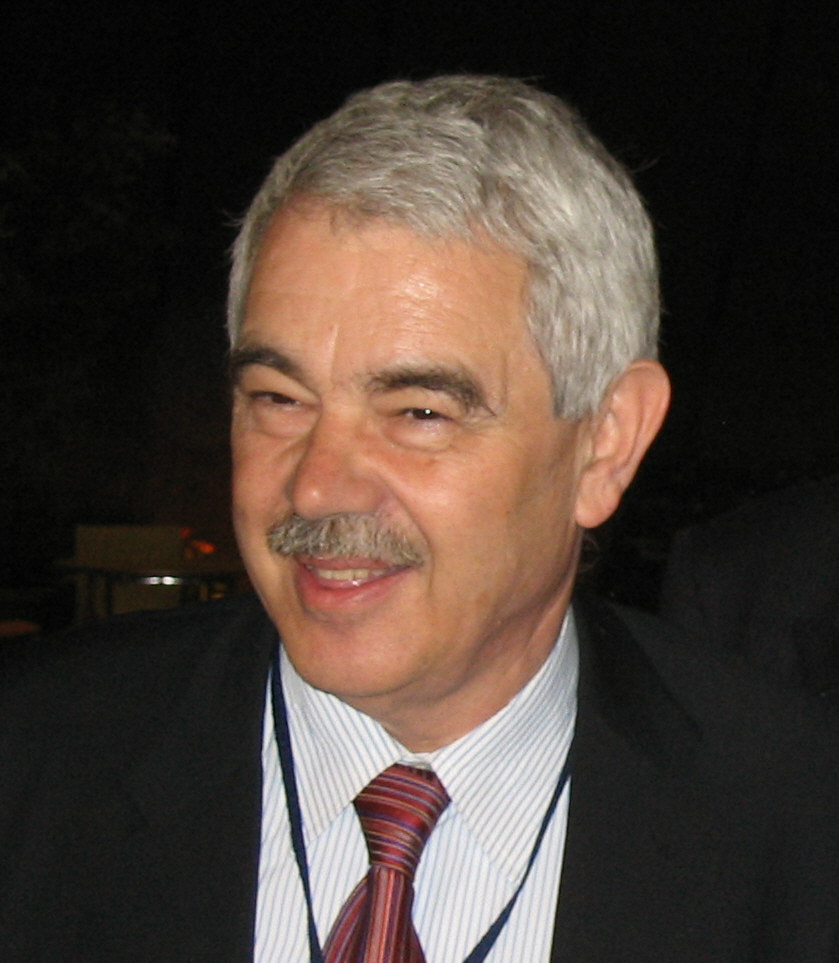
Fotografía de Maragall durante su presidencia en la Generalidad

La candidatura encabezada por Pasqual Maragall volvió a ser la más votada en las elecciones del 16 de noviembre de 2003, pese a lo cual Convergencia y Unión volvió a ser la candidatura con más representantes en el parlamento de Cataluña. Sin embargo, por primera vez desde 1980, las formaciones de centroizquierda que apoyaron la candidatura de Josep Maria Vallès a la presidencia del Parlamento en 1999, sumaron mayoría. Así, la firma del Pacto del Tinell junto con Esquerra Republicana de Cataluña y de la coalición rojiverde ICV-EUiA le permitieron ser investido presidente de la Generalitat, cargo del que tomó posesión el 20 de diciembre de 2003. El voto contrario de ERC al nuevo Estatuto de autonomía de Cataluña, por considerarlo insuficiente, supuso el cese de sus consejeros en el Gobierno de Cataluña, que Maragall remodeló.
El 21 de junio de 2006, ocho años después del anuncio de su primera candidatura y después de la victoria del sí con una corta participación en el referéndum sobre el Estatuto, anunció, en una declaración institucional, que no repetiría una tercera vez como candidato del PSC a la presidencia de la Generalitat, siendo sustituido en ello por el hasta entonces ministro de Industria y primer secretario del PSC, José Montilla.
En el Pleno extraordinario del congreso catalán celebrado el 24 de febrero de 2005, a causa del derrumbamiento en el barrio del Carmelo en Barcelona por las obras del metro, estando Maragall como presidente de la Generalitat, dejó un mensaje en público. Se dirigió al jefe de la oposición, Artur Mas (de la entonces federación Convergencia y Unión), y le dijo, refiriéndose a supuestos cobros de comisiones en la adjudicación de obras:

“Vostès tenen un problema, i aquest problema es diu tres per cent“ (Ustedes tienen un problema, y ese problema se llama tres por ciento). Pasqual Maragall a Artur Mas, en el Parlament, 24 de febrero de 2005.

Esta expresión cobró sentido más de diez años después, el 1 de septiembre de 2015, cuando la Guardia Civil intervino CatDem, la fundación de CDC (tras la ruptura de la federación con UDC), por el cobro de "mordidas" del 3%.

### Salida del Gobierno y vida posterior
Después de la salida del Gobierno, Maragall dejó la presidencia del PSC el 11 de junio de 2007 para trabajar en el proyecto del Partido Demócrata Europeo, según ha afirmado en diversas ocasiones; así, en 1998 registró el Partit Català d'Europa. Además ha continuado haciendo declaraciones sobre política estatal, entre ellas, las de decir que tanto esfuerzo para reformar el Estatut "no valía la pena" o publicando una Carta a los amigos donde opinó sobre diferentes asuntos: la España y la Europa federales, la recuperación del gobierno metropolitano de Barcelona o el futuro de los partidos políticos en Europa.
En octubre de 2007 declaró en un programa de Cataluña Radio que había abandonado el Partido de los Socialistas de Cataluña, al tiempo que manifestaba que había sido un error confiar en el presidente del Gobierno de España, José Luis Rodríguez Zapatero. Dijo sentirse abandonado por Zapatero en esta legislatura. Declaró que el exministro de Defensa, José Bono, era el máximo favorito para la candidatura del PSOE, pero que entre él y Alfonso Guerra consiguieron que ganara Zapatero, pero consideró que Zapatero se había transformado en un presidente débil, y un "felipista", al ejercer un gobierno centralista. A su vez aseguró que el entonces presidente de la Generalidad, José Montilla, había apoyado a José Bono en la lucha por la candidatura a la Secretaría General socialista.

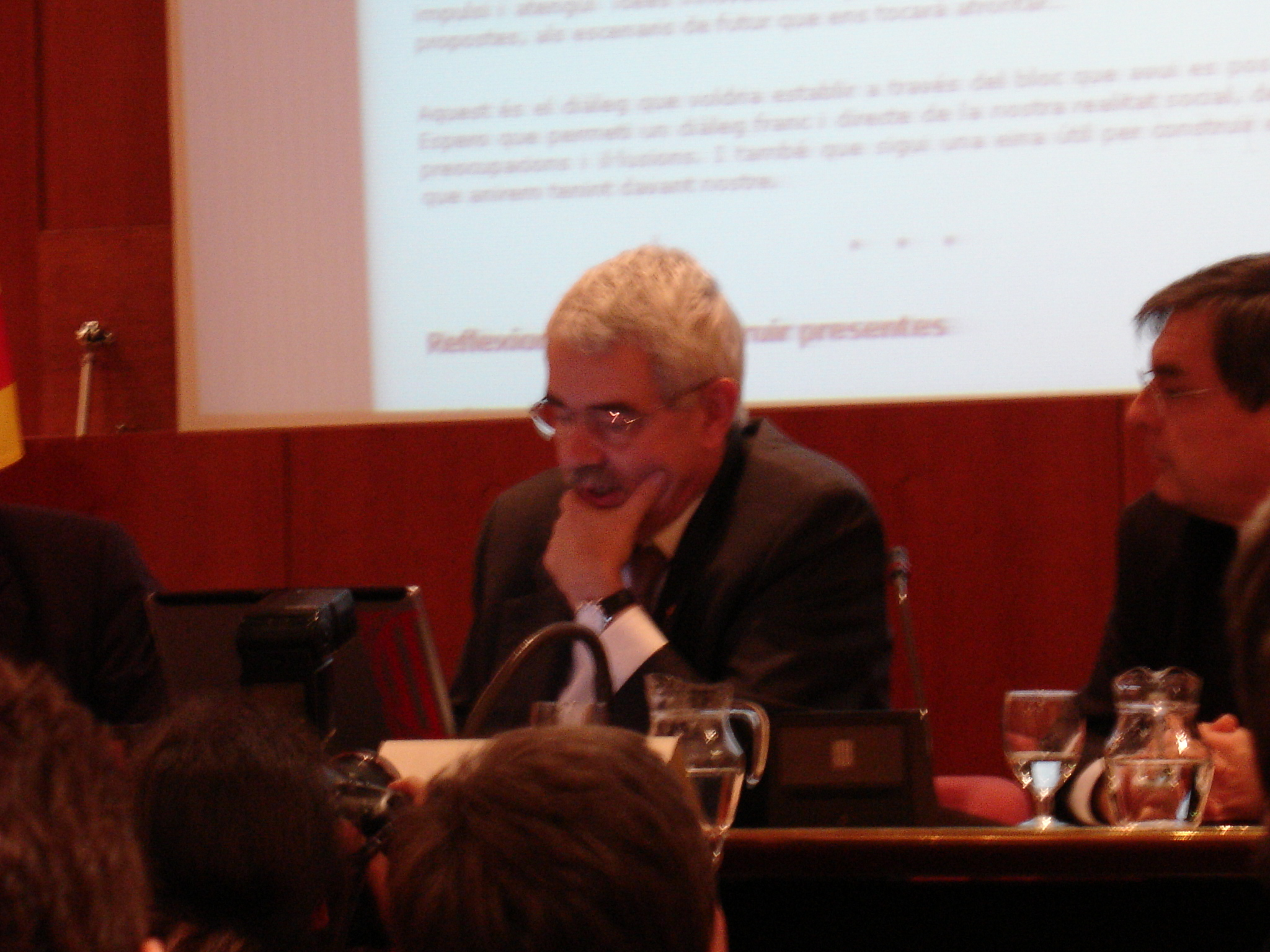
Pasqual Maragall durante el acto de presentación de su blog.

Pasqual Maragall declaró el 20 de octubre de 2007 que padecía un principio de la enfermedad de Alzheimer desde hacía meses. Poco después lanzó su sitio web oficial.
En marzo de 2007 había sido elegido "catalán del año". 
Fruto de su vocación europeísta, en 2007 Pasqual Maragall creó la Fundación Cataluña Europa. Actualmente la "Fundación Cataluña Europa - Llegat Pasqual Maragall" desarrolla un trabajo inspirado en las líneas básicas de pensamiento y acción política de su fundador, entre ellas, la implicación activa de la sociedad catalana en una Europa más unida, el refuerzo del papel global de las ciudades como espacios para la transformación social y el diálogo permanente entre Cataluña, España y Europa.
En abril de 2008 se creó la Fundación Pasqual Maragall para la Investigación sobre el Alzheimer, que promueve la investigación científica para la prevención y el cuidado de dicha dolencia y otras enfermedades neurodegenerativas relacionadas.
En 2010 se estrenó una película documental realizada por Carles Bosch a encargo del propio Maragall, en la que se sigue a Pasqual Maragall y a su familia durante dos años, en su día a día cotidiano y en su lucha contra el Alzheimer (Bicicleta, cuchara, manzana). La obra resultó ganadora del premio Goya a la mejor película documental del 2011.
En 2017 se publicó Pasqual Maragall: Pensamento y acción coordinado por Jaume Claret y editado por RBA. A partir de la mirada de varios académicos y colaboradores de Maragall, el libro trata los ejes decisivos de su trayectoria: la ciudad y el territorio, su visión de Cataluña hacia España y hacia el mundo, las políticas de gobierno y los Juegos Olímpicos de 1992, entre otros. 
En 2020 se estrenó Maragall i la Lluna una película documental dirigida por Josep M. Mañé y Francesca Català. El documental parte de la experiencia de Lluna, una niña que tenía 8 años cuando, en 1993, el entonces alcalde de Barcelona se instaló en su casa para conocer mejor la realidad del barrio de Roquetes. Veinticinco años después, Lluna inicia una búsqueda que empieza con el recuerdo de aquellos días y la lleva a descubrir, a través de familiares, conocidos y políticos, una figura fundamental para el desarrollo de Barcelona y el presente de Cataluña.

## Pensamiento
El centro de su pensamiento político reside en el concepto de «federalismo diferencial».

## Obras
- 1987, Por Barcelona
- 1990, Rehaciendo Barcelona
- 1991, Barcelona, la ciudad reencontrada
- 1997, Los ayuntamientos
- 1999, Europa próxima: Europa, regiones y ciudades
- 2002, Los orígenes del futuro
- 2003, El cambio que Cataluña necesita